# District de Wien-Umgebung
Le district de Wien-Umgebung est une ancienne subdivision territoriale du Land de Basse-Autriche en Autriche.
Le district existait depuis 1954. En 2017, ses municipalités ont été réparties dans les quatre districts adjacents.

## Géographie

### Lieux administratifs voisins
|  |  |  |
|  |  |  |
|  |  |  |

## Communes

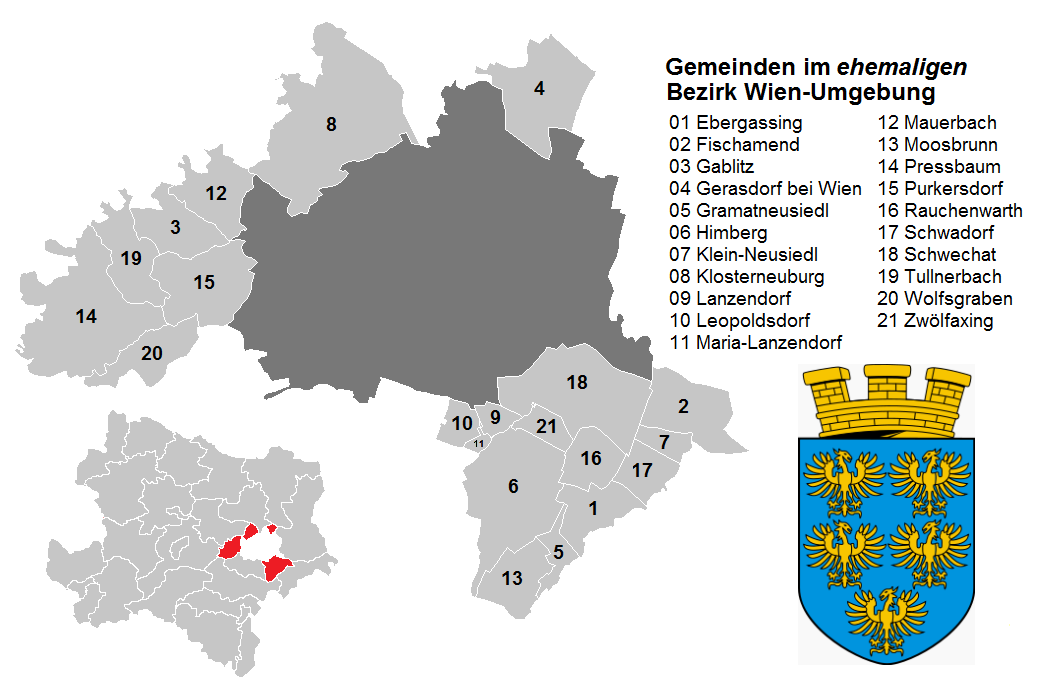
Carte des communes du district de Wien-Umgebung avec leur situation.

Le district de Wien-Umgebung était composé de 21 communes :
Treize appartiennent désormais au district de Bruck an der Leitha :
- Ebergassing
- Fischamend
- Gramatneusiedl
- Himberg
- Klein-Neusiedl
- Lanzendorf
- Leopoldsdorf
- Maria Lanzendorf
- Moosbrunn
- Rauchenwarth
- Schwadorf
- Schwechat
- Zwölfaxing

Six ont rejoint le district de Sankt Pölten-Land :
- Gablitz
- Mauerbach
- Pressbaum
- Purkersdorf
- Tullnerbach
- Wolfsgraben

Gerasdorf bei Wien a été intégrée au district de Korneuburg.
Klosterneuburg a rejoint le district de Tulln.